# SN 2006hq
SN 2006hq – supernowa typu Ia odkryta 16 września 2006 roku w galaktyce A233947+0012. W momencie odkrycia miała maksymalną jasność 22,40m.